# Campionato italiano di ciclismo su strada 1910
Il Campionato italiano di ciclismo su strada 1910, quinta edizione della corsa, si svolse il 16 ottobre 1910 su un percorso di 240 km. La vittoria fu appannaggio di Emilio Petiva, che completò il percorso in 8h34'00", precedendo Luigi Ganna ed Eberardo Pavesi.

## Ordine d'arrivo (Top 10)
| Pos. | Corridore           | Squadra           | Tempo    |
| ---- | ------------------- | ----------------- | -------- |
| 1    | Emilio Petiva       | Peugeot           | 8h34'00" |
| 2    | Luigi Ganna         | Atala-Continental | s.t.     |
| 3    | Eberardo Pavesi     | Atala-Continental | s.t.     |
| 4    | Giuseppe Santhià    | Fiat              | s.t.     |
| 5    | Giovanni Micheletto | Stucchi           | s.t.     |
| 6    | Carlo Galetti       | Atala-Continental | s.t.     |
| 7    | Giovanni Cuniolo    | Bianchi           | s.t.     |
| 8    | Eligio Bianco       | Indipendente      | s.t.     |
| 9    | Alfredo Sivocci     | Legnano           | s.t.     |
| 10   | Vincenzo Borgarello | Bianchi           | s.t.     |